# 正親町三条実豊
正親町三条 実豊（おおぎまちさんじょう さねとよ）は、南北朝時代から室町時代初期にかけての公卿。正親町三条家8代。内大臣・正親町三条公豊の子。官位は正二位・権大納言。
日記『実豊卿記』の一部が残欠として伝わっている。後押小路内大臣三条公忠の日記『後愚昧記』には、後光厳天皇の外戚であり、かつ三条公忠の縁故者である正親町三条実継・実音兄弟からの情報が取り込まれているようである。実豊の日記も持明院統外戚家の記録として重んじられた可能性がある。
なお、弟の公保は実子のないまま権中納言で早世した三条西実清の跡を継いで、内大臣に至った。

## 経歴
以下、『公卿補任』、『尊卑分脈』の内容に従って記述する。
- 至徳2年（1385年）、参議右中将として初出[4]。同年3月27日に能登権守を兼ね、従三位に叙される。
- 明徳元年（1390年）2月1日、相模権守を兼ねる。
- 明徳3年（1392年）1月6日、正三位に昇叙。
- 応永2年（1395年）4月7日、権中納言に任ぜられる。
- 応永3年（1396年）1月5日、従二位に昇叙。
- 応永4年（1397年）12月19日、権大納言に任ぜられる。
- 応永7年（1400年）1月5日、正二位に昇叙。
- 応永11年（1404年）4月10日、父・公豊に先立って薨去。

## 系譜
- 父：正親町三条公豊（1333-1406）
- 母：不詳
- 妻：不詳
  - 男子：正親町三条公雅（1384-1427）
  - 女子